# Понт-а-Муссон
Понт-а-Муссо́н (фр. Pont-à-Mousson) — муніципалітет у Франції, у регіоні Гранд-Ест, департамент Мерт і Мозель. Населення — 14 338 осіб (01.01.2021).
Муніципалітет розташований на відстані близько 280 км на схід від Парижа, 26 кмна південь від Меца, 26 км на північ від Нансі.

## Історія
До 2015 року муніципалітет перебував у складі регіону Лотарингія. Від 1 січня 2016 року належить до нового об'єднаного регіону Гранд-Ест.

## Демографія
Динаміка населення (Ehess і Insee ):
Розподіл населення за віком та статтю (2006):
| Стать | Всього | До 15 років | 15-24 | 25-44 | 45-64 | 65-85 | Понад 85 |
| --- | ------ | ----------- | ----- | ----- | ----- | ----- | -------- |
| Чоловіки | 6757   | 1342        | 1069  | 1747  | 1709  | 831   | 59       |
| Жінки | 7116   | 1217        | 1075  | 1747  | 1712  | 1173  | 192      |
| \| Статево-вікова піраміда \| Статево-вікова піраміда \| Статево-вікова піраміда \| \| ----------------------- \| ----------------------- \| ----------------------- \| \| Чоловіки \| Вік \| Жінки \| \| 59 \| 85 + \| 192 \| \| 87 \| 80-84 \| 268 \| \| 217 \| 75-79 \| 243 \| \| 253 \| 70-74 \| 355 \| \| 274 \| 65-69 \| 307 \| \| 349 \| 60-64 \| 274 \| \| 479 \| 55-59 \| 438 \| \| 427 \| 50-54 \| 484 \| \| 454 \| 45-49 \| 516 \| \| 377 \| 40-44 \| 423 \| \| 422 \| 35-39 \| 487 \| \| 430 \| 30-34 \| 418 \| \| 518 \| 25-29 \| 419 \| \| 528 \| 20-24 \| 595 \| \| 541 \| 15-20 \| 480 \| \| 426 \| 10-14 \| 387 \| \| 401 \| 5-9 \| 412 \| \| 515 \| 0-4 \| 418 \| |        |             |       |       |       |       |          |
| Статево-вікова піраміда |        |             |       |       |       |       |          |
| Чоловіки | Вік    | Жінки       |       |       |       |       |          |
| 59 | 85 +   | 192         |       |       |       |       |          |
| 87 | 80-84  | 268         |       |       |       |       |          |
| 217 | 75-79  | 243         |       |       |       |       |          |
| 253 | 70-74  | 355         |       |       |       |       |          |
| 274 | 65-69  | 307         |       |       |       |       |          |
| 349 | 60-64  | 274         |       |       |       |       |          |
| 479 | 55-59  | 438         |       |       |       |       |          |
| 427 | 50-54  | 484         |       |       |       |       |          |
| 454 | 45-49  | 516         |       |       |       |       |          |
| 377 | 40-44  | 423         |       |       |       |       |          |
| 422 | 35-39  | 487         |       |       |       |       |          |
| 430 | 30-34  | 418         |       |       |       |       |          |
| 518 | 25-29  | 419         |       |       |       |       |          |
| 528 | 20-24  | 595         |       |       |       |       |          |
| 541 | 15-20  | 480         |       |       |       |       |          |
| 426 | 10-14  | 387         |       |       |       |       |          |
| 401 | 5-9    | 412         |       |       |       |       |          |
| 515 | 0-4    | 418         |       |       |       |       |          |

## Економіка
2010 року серед 9521 особи працездатного віку (15—64 років) 6788 були активними, 2733 — неактивними (показник активності 71,3%, у 1999 році було 66,4%). З 6788 активних мешканців працювало 5765 осіб (3134 чоловіки та 2631 жінка), безробітними було 1023 (544 чоловіки та 479 жінок). Серед 2733 неактивних 921 особа була учнем чи студентом, 856 — пенсіонерами, 956 були неактивними з інших причин.

У 2010 році в муніципалітеті числилось 6117 оподаткованих домогосподарств, у яких проживали 14480,0 особи, медіана доходів виносила 17 180 євро на одного особоспоживача

## Відомі люди
- Мішель Дюрок (1772—1813) — французький генерал, гофмаршал часів Першої Французької імперії.
- Григоріс Пірамович — опікун Каєтана та Павела Потоцьких[9]

### Навчались
- Бальтазар Гакет
- Петро Данилович
- Каєтан Потоцький[9]
- Павел Потоцький[9]